# Список высочайших горных вершин Кыргызстана
Список высочайших горных вершин Кыргызстана включает в себя 158 горных вершин в Центральном Тянь-Шане (16), Северном Тянь-Шане (19), Внутреннем Тянь-Шане (48), Западном Тянь-Шане (30), Южном Тянь-Шане (41) и Памиро-Алае (4).

## Горные хребты Центрального Тянь-Шаня
| Горный массив | Максимальная высота, м | Самая высокая вершина     | Длина дальности, км | Максимальная ширина дальности, км |
| ------------- | ---------------------- | ------------------------- | ------------------- | --------------------------------- |
| Какшаал-Тоо   | 7439                   | Пик Победы                | 582                 | 54                                |
| Тенгри-Таг    | 6995                   | Хан-Тенгри                | 38                  | 9                                 |
| Кеолю         | 5281                   | Пик Советской Конституции | 52                  | 21 год                            |
| Меридианалы   | 6800                   | Пик Дружбы                | 22 (в Кыргызстане)  | 40                                |
| Сари Джаз     | 5816                   | Пик Семенова              | 93 (в Кыргызстане)  | 16                                |
| Энгильчек-Тоо | 5722                   | Пик Шокальского           | 60                  | 12                                |

## Горные хребты Внутреннего Тянь-Шаня
| Спектр            | Максимальная высота, м | Самая высокая вершина | Длина дальности, км | Максимальная ширина дальности, км |
| ----------------- | ---------------------- | --------------------- | ------------------- | --------------------------------- |
| Арпа-Тектир       |                        |                       | 25                  | 9                                 |
| Заилийский Алатау | 4973                   | Пик Талгар            | 120 (в Кыргызстане) | 30                                |
| Калба-Тоо         | 4146                   | Пик Ачипа             | 25                  | 14                                |
| Карагатты         |                        | Пик Семёнова          | 93 (в Кыргызстане)  | 16                                |
| Кара Жылга        |                        |                       | 28                  | 7                                 |
| Киргизский хребет | 4895                   | Пик Семёнова          | 454                 | 40                                |
| Кюнгей Ала-Тоо    | 4770                   | Пик Чок-Тал           | 285                 | 32                                |
| Таласский Ала-Тоо | 4482                   | Пик Манаса            | 260                 | 40                                |

## Горные хребты Западного Тянь-Шаня
| Горный массив      | Максимальная высота, м | Самая высокая вершина | Длина дальности, км | Максимальная ширина дальности, км |
| ------------------ | ---------------------- | --------------------- | ------------------- | --------------------------------- |
| Борколдой          | 5170                   | Jagalmay              | 90                  | 34                                |
| Джумгалтау         | 4281                   | Кара-Мойнок           | 54                  | 15                                |
| Хребет Ителги Уя   | 3812                   |                       | 20                  | 6                                 |
| Кабак-Тоо          | 4144                   |                       | 40                  | 16                                |
| Молдотау           | 4185                   |                       | 110                 | 26                                |
| Сонкёльтау         | 3990                   |                       | 82                  | 9                                 |
| Сусамыртау         | 4048                   |                       | 126                 | 31                                |
| Тескей-Ала-Тоо     | 5216                   | Пик Бориса Ельцина    | 354                 | 40                                |
| Хребет Чакыр-Корум | 4558                   |                       | 30                  | 8                                 |

## Горные хребты Южного Тянь-Шаня
| Горный массив      | Максимальная высота, м | Высочайшая горная вершина | Длина дальности, км | Максимальная ширина дальности, км |
| ------------------ | ---------------------- | ------------------------- | ------------------- | --------------------------------- |
| Пскемский хребет   | 4395                   |                           | 120                 | 20                                |
| Ферганский хребет  | 4893                   |                           | 206                 | 62                                |
| Чаткальский хребет | 4503                   |                           | 165                 | 30                                |

| Горный массив            | Максимальная вершина, м | Высочайшая горная вершина | Длина дальности, км | Максимальная ширина дальности, км |
| ------------------------ | ----------------------- | ------------------------- | ------------------- | --------------------------------- |
| Хребет Академика Адышева | 4745                    | Пик Академика Адышева     | 110                 | 50                                |
| Алайский хребет          | 5539                    | Пик Тандыкуль             | 350                 | 20                                |
| Туркестанский хребет     | 5509                    | Скалистый пик             | 300                 | 30                                |

## Памиро-Алай
| Горный массив     | Максимальная высота, м | Самая высокая вершина | Длина дальности, км | Максимальная ширина дальности, км |
| ----------------- | ---------------------- | --------------------- | ------------------- | --------------------------------- |
| Ачык-Таш          | 5920                   |                       | 21 год              | 6                                 |
| Заалайский хребет | 7134                   | Пик Ленина            | 250                 | 40                                |
| Хребет Кек Тумшук | 5459                   | Пик Ледяной Мыс       | 26                  | 10                                |